# Marull
Marull é um município da província de Córdova, na Argentina.